# Resultados do Carnaval de Pelotas em 2013
Resultados do Carnaval de Pelotas em 2013. A campeã do grupo especial foi a escola Estação Primeira do Areal com o enredo; O céu é meu teto, a terra minha pátria e a liberdade minha religião.

## Escolas de samba
| Grupo Especial | Grupo Especial            | Grupo Especial | Grupo Especial    |
| Colocação      | Escola                    | Pontos         | Ref.              |
| -------------- | ------------------------- | -------------- | ----------------- |
| 1º             | Estação Primeira do Areal | 179,1          | [ 4 ] [ 5 ]       |
| 2º             | Unidos do Fragata         | 177,1          | [ 4 ] [ 5 ] [ 6 ] |
| 3º             | General Telles            | 176,5          | [ 4 ] [ 6 ]       |
| 4º             | Academia do Samba         | 168            | [ 6 ]             |
| 5º             | Imperatriz da Zona Norte  | 157,7          | [ 6 ]             |

## Escolas Mirins
| Grupo A   | Grupo A                  | Grupo A         | Grupo A |
| Colocação | Entidade                 | Pontos          | Ref.    |
| --------- | ------------------------ | --------------- | ------- |
| 1º        | Mocidade do Simões Lopes | 158,6           | [ 6 ]   |
| 2º        | Explosão do Futuro       | 157             | [ 6 ]   |
| 3º        | Mickey                   | 156,60          | [ 6 ]   |
| 4º        | Acadêmicos da Lagoa      | 153,2           | [ 6 ]   |
| 5º        | Águia de Ouro            | 150,1           | [ 6 ]   |
| 6º        | Brilho do Sol            | 149,9           | [ 6 ]   |
| 7º        | Ramirinho                | 149,5           | [ 6 ]   |
| Grupo B   |                          |                 |         |
| Colocação | Entidade                 | Pontos          | Ref.    |
| 1º        | Águia Branca             | 150,5           | [ 6 ]   |
| 2º        | Super Pateta             | 145,4           | [ 6 ]   |
| 3º        | Pica-Pau                 | Desclassificada | [ 6 ]   |

## Bandas carnavalescas
| Colocação | Entidade                | Pontos | Ref.  |
| --------- | ----------------------- | ------ | ----- |
| 1º        | Xavabanda               | 99,8   | [ 6 ] |
| 2º        | Ki-Bandaço              | 97,5   | [ 6 ] |
| 3º        | Meta                    | 96,1   | [ 6 ] |
| 4º        | Leocádia                | 95,3   | [ 6 ] |
| 5º        | Família                 | 94,3   | [ 6 ] |
| 6º        | Dona da Noite           | 93     | [ 6 ] |
| *         | Entre a Cruz e a Espada | *      | [ 6 ] |

## Blocos burlescos
Em 2013 os blocos burlescos fizeram apenas desfile de participação, sem concurso.
| Entidade              | Ref.  |
| --------------------- | ----- |
| Bafo da Onça          | [ 7 ] |
| Bruxa da Várzea       | [ 7 ] |
| Café no Bule          | [ 7 ] |
| Candinha da Cerquinha | [ 7 ] |
| Gaviões do Pestano    | [ 7 ] |
| Mafa do Colono        | [ 7 ] |
| Tesoura da Tiradentes | [ 7 ] |
| Vaca Louca            | [ 7 ] |